# برکرفلد
شهر برکرفلد در ایالت نوردراین-وستفالن در کشور آلمان واقع شده‌است.